# ESTP

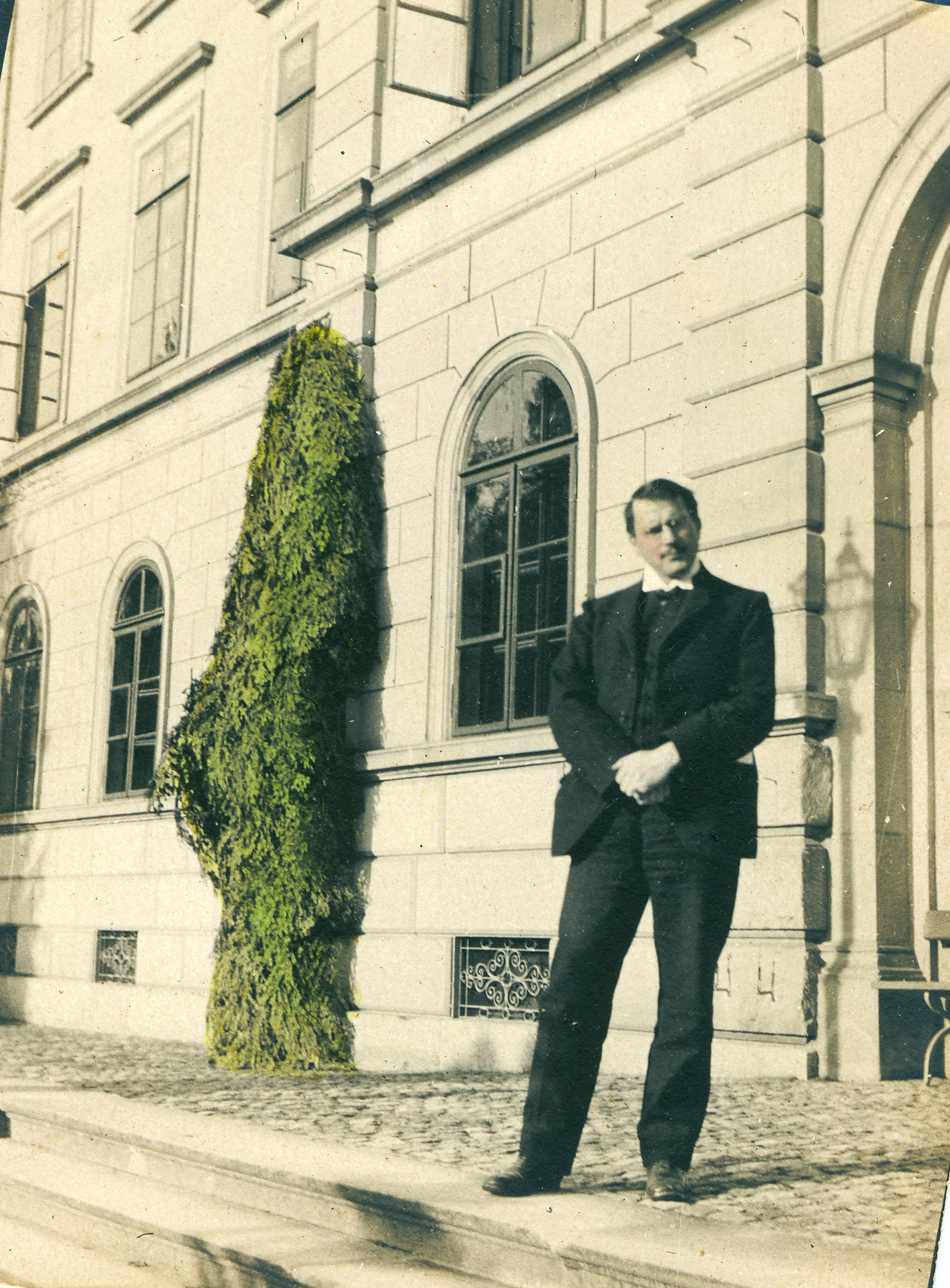
1910年的卡尔·荣格。

ESTP(外向／感覺／思考／理解)是一種基於榮格的分析心理學所發展出來的MBTI、Keirsey Temperament Sorter及社會人格學的人格型態。
根據 Keirsey所述，ESTP型的人屬於工匠型氣質及被稱為「推銷員」。

## MBTI偏好
MBTI通過以下偏好將人們歸類：:5-7
- 能量態度（注意力方向與能量來源）：外向或內向（E/I）
- 感知功能（信息收集方式）：實感或直覺（S/N）
- 判斷功能（決策方式）：思考或情感（T/F）
- 生活態度（對待外在世界的方式）：判斷或感知（J/P）

四個字母的組合遵循E/I、S/N、T/F、J/P的順序，由此產生了16種可能的字母組合，如ESTJ、ISFP、INFJ、ENTP等16種獨特的類型:29。在MBTI的理論中，「類型」表達的信息量不只是「4個偏好」，它代表了功能（S、N、T、F）、能量態度（E、I）以及對外界的態度（J、P）之間的一組複雜的動態關係:29。根據MBTI的論述，每組二分法的兩個「偏好」類似左撇子與右撇子，人們確實會使用雙手，但通常會用喜歡的那隻手伸手，因為那樣更自然:117。更重要的是，所有偏好和類型都同樣有價值，MBTI並不顯示一個人的能力。每種人格類型都有它自己的潛在優勢，和提供機遇能讓這優勢成長的領域:52
- E——外傾相对于內傾。ESTP通常感覺在與他人的互動中有積極性。於社交中，他们獲得能量（同樣的情況下，內傾者消耗能量）。[5]
- S——感覺相對於直覺。相比關心抽象事物，ESTP更加關心於具體事物。他們更傾向於關注細節而不是整體，關注最切近的現實而非未來的可能性。。[6]
- T——理性相對於情感。ESTP通常認為客觀標準高於個人偏好。在做決定的時候，他們通常更多地基於邏輯，而不是對人情世故的考慮。[7]
- P——理解相對於判斷：ESTP會保留意見或推遲作出重要的決定，更傾向於「開放選擇權」，更能應對變化。[8]

## 特徵

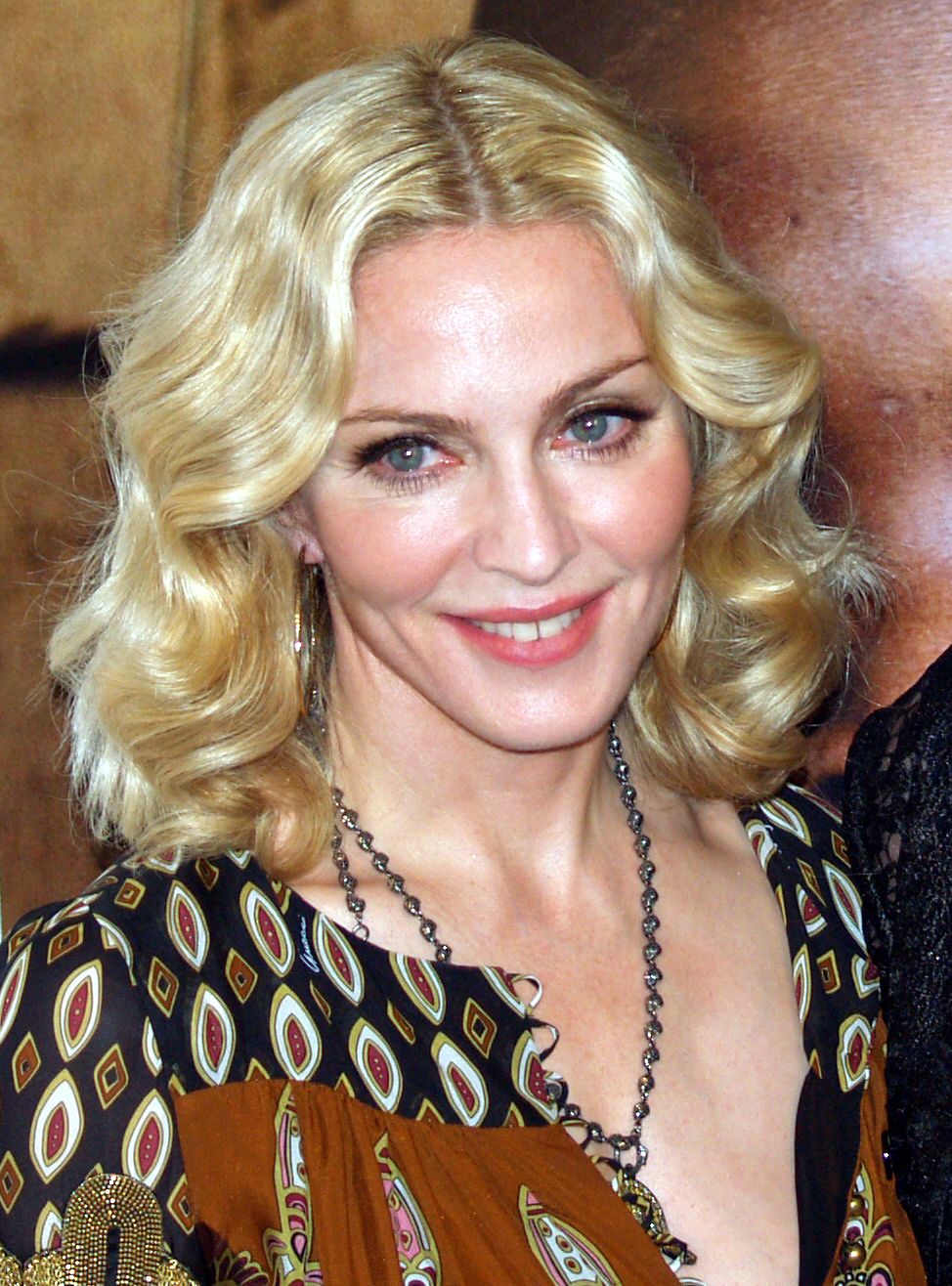
瑪丹娜在公眾面前自我推銷以及桀驁不遜的舉止符合ESTP的特征。

### MBTI類型描述
根據MBTI的描述，ESTP們是親身實踐的學習者，活在當下，尋找生命中最好的事物，而且想把它與朋友們分享。ESTP們對各種情形開放，有能力通過臨場發揮得到滿意的結果。他們是活躍的人，想要解決他們的問題，而非僅僅是討論它。

### 柯爾塞氣質類型描述
根據柯爾塞的說法，ESTP們，或推銷員，是所有類型中最擅長影響他人的。語言實在、行動功利，他們是優秀的經營者。ESTP們知道任何一個有關聯的人，和任何一件要做的事，因為他們通常有許多信息來源，總是知道樂趣和最刺激的活動在哪裏。他們喜歡沉溺於生命中的那些美好事物，並帶别人和他們一起分享。他們的生活目標是把他們的想法乃至他們自己賣給别人。戲劇性而興高采烈，他們具有贏得别人信任的天分。

### 其它特征
- 外向
- 迷人
- 詼諧
- 有趣
- 觀察力敏銳
- 在社交場合十分老練
- 足智多謀
- 調解紛爭專家
- 難以預測
- 以行動為中心
- 慷慨
- 坦率
- 容易無聊
- 浮躁
- 有競爭力的
- 聰明[11]

## MBTI 認知功能

### 主導功能：外傾感覺 (Se)
Se集中於當下的、物質的世界所帶來的體驗和感覺。以對當下周遭事情的敏銳察覺，它帶來關於前方的相對事實和細節，而且可能導致自發的行動。

### 輔助功能：內傾思考 (Ti)
Ti尋求精確，比如表達一個概念最合適的詞。它注意到事物本質之間微不足道的差別，然後將它們分析並歸類。Ti細查一個問題的每一面，尋找解決問題最不費力、風險最小的方法。它用模型甄別出邏輯上的不一致。

### 第三功能：外傾情感 (Fe)
Fe尋找社會上的聯繫，並用禮貌、體貼、得體的舉止營造和諧的溝通。Fe對他人明確（或暗示）的需求作出回應，甚至可能會製造內在自我需求和慾望的衝突來滿足別人。

### 第四功能：內傾直覺 (Ni)
Ni將看起來矛盾的事物合成出先前無法想象的成果，同時它也被象徵性的東西吸引。這些成果的實現通常伴隨着需要行動來完成的確定性，同時其解決辦法中可能包括複雜的系統或一般性的真理。

### 隱藏功能
後來的人格類型研究者（特別是琳達·V·貝倫斯） 在這個降序排列中添加了四個附加功能。這些功能被稱為隱藏功能，因為一個人並不自然地傾向於它們，但在壓力之下它們也會浮現。對ESTP來說，這些隱藏功能是（按次序）：

#### 內傾感覺 (Si)
Si收集關於當下的數據，然後把它們和過去的經驗比較，這過程有時候隨着記憶喚起與之關聯的感覺，就好像再體驗一遍過去。為尋求保護那些熟悉的東西，Si回溯歷史，用以形成對未來的期望和目標。

#### 外傾思考 (Te)
Te組織、安排環境和想法，好成功達成目標。Te尋求行動、事件和結論的合理解釋，並試圖找到邏輯的錯誤和序列中的間隔。

#### 內傾情感 (Fi)
Fi過濾信息，這種過濾的基礎是緣於標準（經常是無形的）形成的判斷。Fi時常協調價值觀。在各種情形下，它天生地和微妙的差別相合，並知道什麼是對什麼是錯。

#### 外傾直覺 (Ne)
Ne尋找並解釋隱含意義，用「如果」開頭的問題來探索選擇，允許多種可能性共存。這種想象中的遊戲把直覺和來自多種不同來源的經驗結合在一起成為新的，這可能成為行動的催化劑。

## 社會人格學之認知功能
1. 外在感覺 (Se)
2. 內在思考 (Ti)
3. 外在直覺 (Ne)
4. 內在情感 (Fi)
5. 內在直覺 (Ni)
6. 外在情感 (Fe)
7. 內在感覺 (Si)
8. 外在思考 (Te)

|  |  |
|  |  |
|  |  |
|  |  |

## 外部連結
- https://web.archive.org/web/20011005130206/http://www.geocities.com/lifexplore/estp.htm
- Description from www.typelogic.com（页面存档备份，存于）
- Description from typetango.com
- Description from keirsey.com
- Research on ESTP（页面存档备份，存于）

- http://www.socionics.com/advan/prof/estp.htm（页面存档备份，存于）
- http://socionics.com/prof/estp.htm（页面存档备份，存于）
- http://socionics.us/socioniko/en/1.1.types/fl.html%5B%5D
- https://web.archive.org/web/20070815043602/http://www.the16types.info/types-ESTP.php
- https://web.archive.org/web/20070928014243/http://socion.info/cgi-bin/index.cgi?loc=desc&type=5